# Graafschap Loon

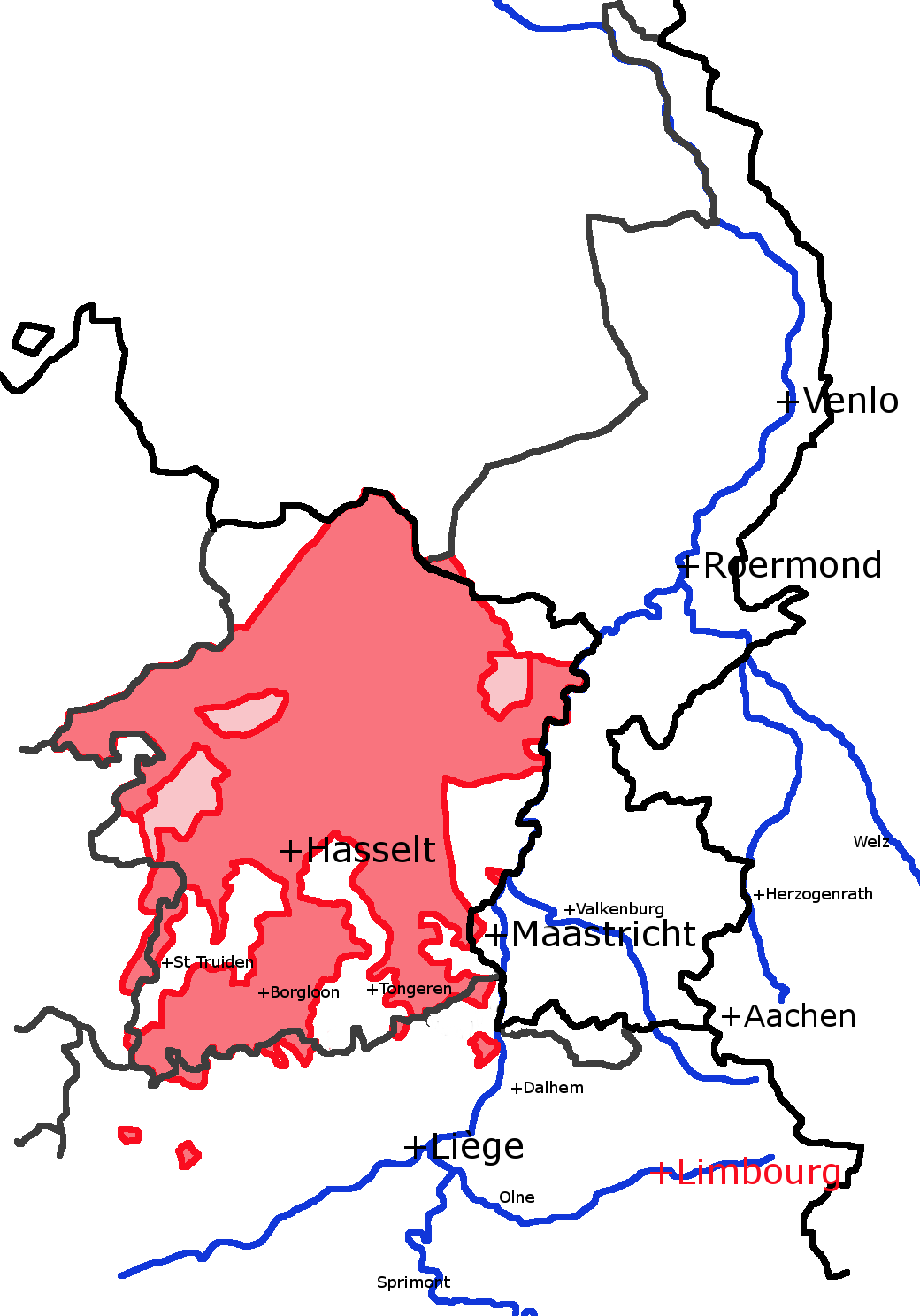
Loon (zonder het graafschap Horn) en de hedendaagse grenzen

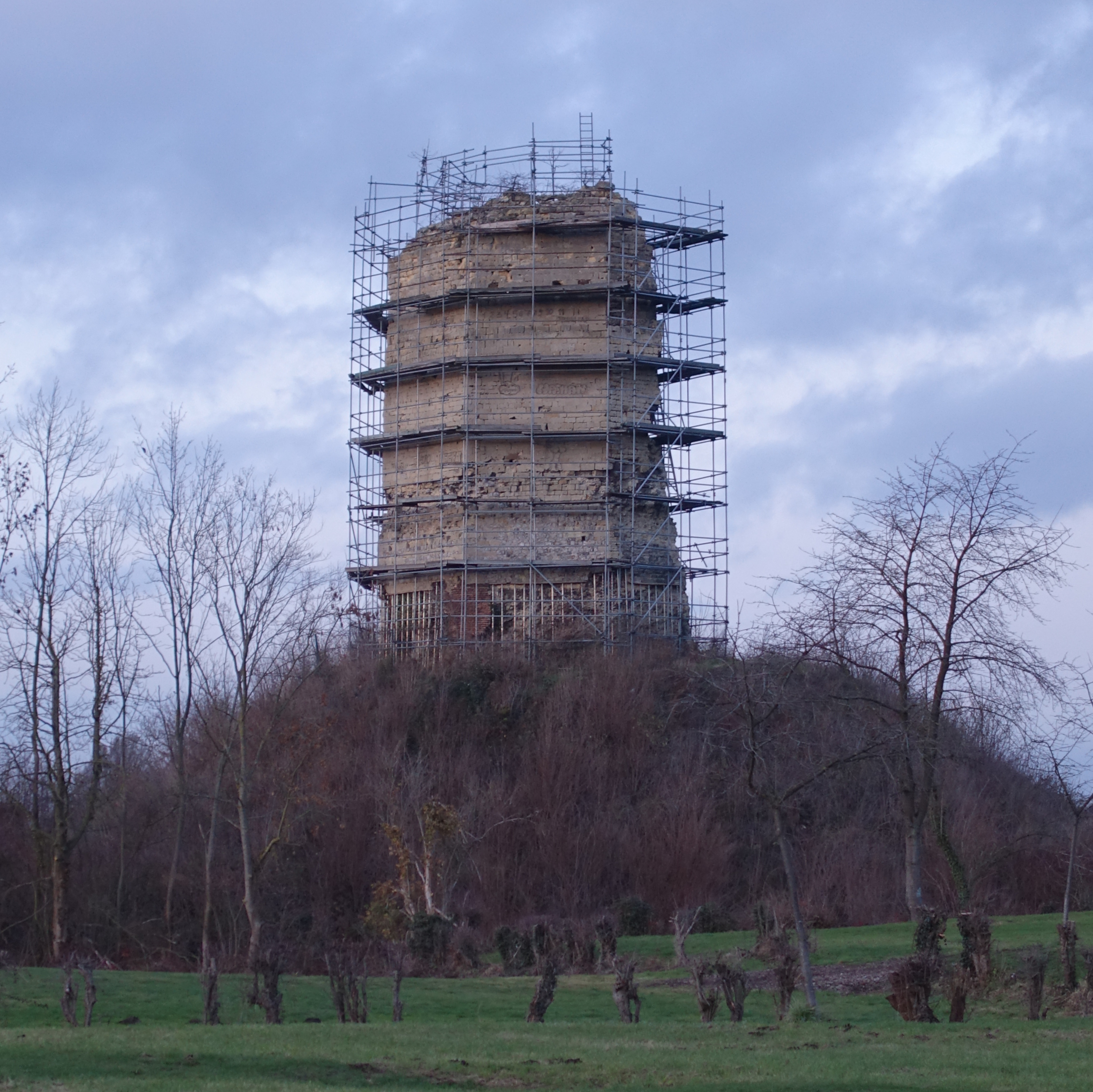
Het mottekasteel van Brustem, nabij de historische grens met Duras en Brabant

Het graafschap Loon (Frans: comté de Looz) was een historisch graafschap in het Heilige Roomse Rijk. Omstreeks 1020 omvatte het slechts de streek van Borgloon, maar tegen 1200 strekte het zich uit over een groot deel van het huidige Belgisch-Limburg. Vanaf 1366 was het in personele unie met het prinsbisdom Luik, maar het bleef een eigen politieke entiteit tot de Franse tijd.
Het graafschap Loon kwam overeen met Belgisch-Limburg, met uitzondering van een deel van het Maasland, Lommel en de goede Luikse steden. De graaf van Loon leende sommige domeinen rechtstreeks van de koning van Duitsland, andere van de prins-bisschop van Luik en de overige van de hertog van Brabant (zie 'Structuur'). Loon verzette zich tegen het Huis Bourgondië (zie Luiks-Bourgondische Oorlogen) en kwam dus nooit in de Bourgondische Kreits. Pas onder revolutionair Frankrijk (1794) werd Loon op politiek vlak verenigd met de Nederlanden.
Territoriaal was Loon sterk versnipperd. Plaatsen zoals St.-Truiden, Tongeren, Munsterbilzen en Diepenbeek waren van oudsher in het bezit van de Kerk en de pogingen van de graaf om deze te veroveren zijn mislukt. St.-Truiden was tweeherig en stond onder de voogdij van Brabant en de abdij van St.-Tuiden. Tongeren had zijn vrijheden en was opgenomen als goede Luikse stad. Enkele dorpen waren tweeherig: Loon moest er de soevereiniteit delen met Brabant (Lummen, Schulen, Linkhout en Koersel) of met Thorn (Neeroeteren en Heppeneert). Verscheidene domeinen vormden onderlenen, waaronder de heerlijkheden van Horn, Pietersheim en Bocholt.

## Geschiedenis

### Loon en Haspinga (1000-1050)
In de 8e eeuw maakten de streken van het latere Loon deel uit van drie gouwen: de Haspengouw, de Oppermaasgouw en Toxandrië. De personele unie tussen de Haspen- en Maasgouw (±850 – ±960) kan als een voorloper van het graafschap Loon gezien worden. Mogelijk werd deze eenheid aangeduid als pago Huste (952), maar de locatie van de hoofdplaats Huste blijft onbekend. Het kan gaan om Vliermaal, Alt-Hoeselt, Hocht en Hoei. Na de verbanning van graaf Rudolf I (958) werden de gouwen van elkaar gescheiden en vielen ze uiteen in kleinere graafschappen.
In de Haspengouw ontstond zo het graafschap '(Borg)loon', vermeld in oorkondes met jaartal 1015 (vervalste kopie) en 1031 (waarheidsgetrouw gekopieerd). Een ander restant was het graafschap Haspinga. De broers Giselbert van Loon en Arnulf van Haspinga heersten over deze gebieden, waarschijnlijk in de vorm van condominium. In 1040 schonk Arnulf zijn gedeelte als een opgedragen leen aan prins-bisschop Nithard, misschien op aandringen van de derde broer Balderik. Loon was een onderleen van Haspinga en werd bijgevolg eveneens leenroerig aan Luik.
Giselbert heette 'van Loon', maar het is mogelijk dat niet Giselbert maar wel zijn broer Arnulf de stamvader van het Huis Loon is. Het is niet geweten wie van beiden het laatste stierf, maar wel dat dit voor 1046 gebeurde. De nakomelingen waren:
- Emmo van Loon, die hem opvolgde als graaf van Loon
- Herman van Gronsveld
- Otto I, die trouwde met een erfdochter van Duras[9]

### Uitbreiding (1050-1200)
Haspinga werd een deel van Luik, maar Loon bleef een onderleen. Emmo's opvolger Arnold verwezenlijkte meerdere uitbreidingen. Ten eerste trouwde hij met de erfgename van Rieneck. Het Limburgse deel van Toxandrië verkreeg hij waarschijnlijk bij de oprichting van het markgraafschap Antwerpen (1076). Hij werd ook voogd van kerkelijke bezittingen, o.m. Bree (1078) en St.-Truiden (1093). Voogdijrechten leidden al snel tot een de facto inlijving, zoals bijvoorbeeld te Bree.
Lodewijk is bekend omwille van zijn strijd tegen Naamse uitbreiding in Haspengouw. Mogelijk lijfde hij ook Woest-Herk, Kolmont en Spouwen in. De inlijving van Vlijtingen mislukte, maar Gerard werd tevreden gesteld met het rijksleen ultra Mosam: het graafschap Vroenhoven en acht exclaves. Het graafschap kwam in oorlog met Duras (1160 en 1171), Moha (1171), Luik (1179) en Brabant (1189). Gezien de Luikse dreiging werd de grafelijke residentie verplaatst naar het Prinsenhof bij Hasselt.
De laatste graaf van Duras, Gilles van Montaigu, schonk zijn graafschap aan de prins-bisschop (1188), die het in leen gaf aan Gerard van Loon (1190). De nieuwe prins-bisschop Limburg maakte de leenband met Luik los en droeg Duras over aan Brabant (1193). Loon stond voor een voldongen feit en was vanaf dan een leenman van niet alleen Luik maar ook Brabant. In elk geval kwamen Duras en talrijke verbonden heerlijkheden, in het Truidense maar ook daarbuiten, nu in een personele unie met Loon.

### Chiny en Horn (1200-1300)
Tegen 1200 kon Loon zich verheugen op de erfenis van half Moha en geheel Holland. Doordat de laatste graaf van Moha zijn graafschap aan Luik schonk en door de troonstrijd tussen Filips van Zwaben en Otto van Brunswijk, ging dit na een lange strijd niet door (zie Loonse Oorlog). Tot overmaat van ramp moest Loon enkele allodia onder bescherming van de prins-bisschop stellen en beëindigde de keizer de belening met ultra Mosam, ten voordele van Brabant. De graaf van Loon deed een aanval op Maastricht (Beleg van Maastricht (1204)), maar erkende uiteindelijk de overdracht (1206).
Arnold IV bestuurde het graafschap meer dan 50 jaar. Hij huwde de erfgename van het graafschap Chiny, dat hierdoor een eeuw lang in het Huis Loon zou blijven. Belangrijker waren echter de rechten die hij ten noordoosten van het graafschap verwierf: hij usurpeerde de kerkelijke bezittingen in het oude Kessenich-Eik (vóór ±1230), werd erkend als leenheer over Horn (1243) en verkreeg de voormaals Gelderse soevereiniteit over Dilsen en Stokkem (1253). Om zijn aanwinsten te consolideren, verleende Arnold stadsrechten aan Maaseik en Stokkem (1244). Bovendien bakende hij zijn nieuwe aanwinsten af in het zuiden, in en rond het zgn. Ledebos (1247). Onder Arnold V werd de graaf ook voogd van de stad Luik.

### Verval en successieoorlogen (1300-1370)
Vanaf 1300 trad het verval van de Loonse macht in, doordat de graaf meer en meer heerlijkheden in leen moest geven aan verwanten en dus een deel van de ontvangsten aldaar verloor. Desondanks verleende Lodewijk IV van Loon meermaals militaire en financiële bijstand aan prins-bisschop Adolf, onder meer bij het neerslaan van de Luikse opstand en bij het verzet tegen Brabantse uitbreidingen in Overmaas.
Gezien de goede samenwerking weigerde Adolf aanvankelijk Loon in te lijven, wat zijn kapittel eiste ingeval dat Lodewijk kinderloos overleed (1336) (zie Loonse Successieoorlogen). De erfgenaam die Lodewijk had aangeduid, zijn neefje Diederik van Heinsberg, sloot zich aan bij de Engelse partij van de Honderdjarige Oorlog, waartoe ook Brabant en Luxemburg behoorden. Diederik schonk een eerste deel van Chiny aan Luxemburg om het bondgenootschap te bezegelen. Het kapittel en de nieuwe prins-bisschop zagen dat Diederik hen te machtig was, en beleenden hem op 18 juni 1346.
De latere opvolgers werden alvast aangeduid, maar bij Diederiks kinderloze overlijden (1361) weigerden kapittel en prins-bisschop opnieuw elke belening. Op 5 april riep het kapittel de inlijving af en voerde de prins-bisschop de grafelijke titel. Diederiks neefje Godfried van Dalenbroek kon zijn rechten zelf niet opeisen, en verkocht ze aan de machtige Arnold van Rummen. Om zich te verzekeren van steun uit Luxemburg stond Arnold het tweede deel van Chiny af. Het mocht niet baten; zijn troepen werden verslagen, zijn burcht in Rummen verwoest. Op 21 september 1366 deed hij afstand van zijn rechten, mits vergoeding.

### De Luikse graven (1370-1794)
Hoewel het graafschap daarna geleid werd door de prins-bisschop, bleef het voortbestaan. De oude instanties en indelingen werden in stand gehouden. Elke prins-bisschop moest bij zijn aantreden trouw zweren aan de Loonse wetgeving. De grote zelfstandigheid van Loon werd onder meer bevestigd in 1522. Toch bleven spanningen tussen Loon en Luik bestaan, op grond van taalkwesties en volledige autonomie (o.a. de vermeende samenzwering van de graaf Gelous in 1675).
Zoals de andere Zuidelijke Nederlanden werd Loon op 1 oktober 1795 ingelijfd bij de Eerste Franse Republiek. De oude instellingen en rechten werden afgeschaft; het graafschap Loon was niet meer. Het gebied ging achtereenvolgens op in het departement van de Nedermaas en de provincies Limburg en Belgisch-Limburg. De voormalige heerlijkheid Horn werd middels het Verdrag van Londen (1839) afgestaan aan Nederlands-Limburg.

## Structuur
- Bestuurlijk werd de graaf bijgestaan door vijf kasteleinen met zetel te Borgloon, Brustem, Montenaken, Duras en Kolmont.[29] Na de vereniging met Luik kwam een indeling in drossaardschappen tot stand, waarvan er zes Loonse gebieden (en Luikse exclaves) omvatten: Montenaken, Hasselt, Bilzen, Stokkem, Horn en Pelt-Grevenbroeck.
- In 1651 waren tien van de Goede Steden Loonse plaatsen. Borgloon en Hasselt verwierven al voor 1200 stadsrechten; Beringen, Bree, Maaseik en Stokkem in de 13e eeuw; Herk-de-Stad, Peer, Hamont en Bilzen in de 14e eeuw.[30] Deze steden voeren nog steeds de gouden en kelen balken van Loon in hun wapenschild.
- Leenrechtelijk bestond het graafschap uit vijf gedeeltes.[31] De lenen van Loon waren leenroerig aan Luik. De lenen van Duras waren leenroerig aan Brabant. De lenen van het Maasland, van Spouwen en van Kolmont hingen rechtstreeks af van de keizer. Het belangrijkste leenhof is dat van Kuringen.
- In Loon en zijn onderlenen moesten bijna 200 schepenbanken recht spreken. Zij pasten het 'Loons recht' (op het platteland) of het 'Luiks recht' (in de steden) toe.[32] Het verschil uitte zich vooral op vlak van strafzaken: een schepenbank 'naar Luiks recht' was hiervoor bevoegd, maar een schepenbank 'naar Loons recht' moest zich wenden tot speciale correctionele rechtbanken. Zij bevonden zich in Verte (tussen Kerkom en Aalst), Graethem (buiten Borgloon), Vliermaal, Eik en Valderen/Vonderen (bij Rotem).[33] Naast het 'Loons' en 'Luiks recht' waren er ook enkele dorpen, vaak in voormalige koningsgoederen van het Maasland, die het 'keizerlijk recht' toepasten.

## 'Provincie Loon'
'Loon' zou een toepasselijke benaming geweest zijn voor de beide Limburgen, toen deze provincie werd opgericht in 1815. Ten slotte vormde het oude graafschap hierin veruit de grootste entiteit. De onterechte benaming 'Limburg' werd aangenomen omdat koning Willem betreurde dat deze naam anders verloren zou gaan. Het hertogdom Limburg was een van de Zeventien Provinciën, waarnaar Willem I veelvuldig teruggreep.

## Trivia
In 2024 opende in Borgloon het belevingscentrum GRAAF, dat de geschiedenis van het graafschap Loon belicht.

## Galerij

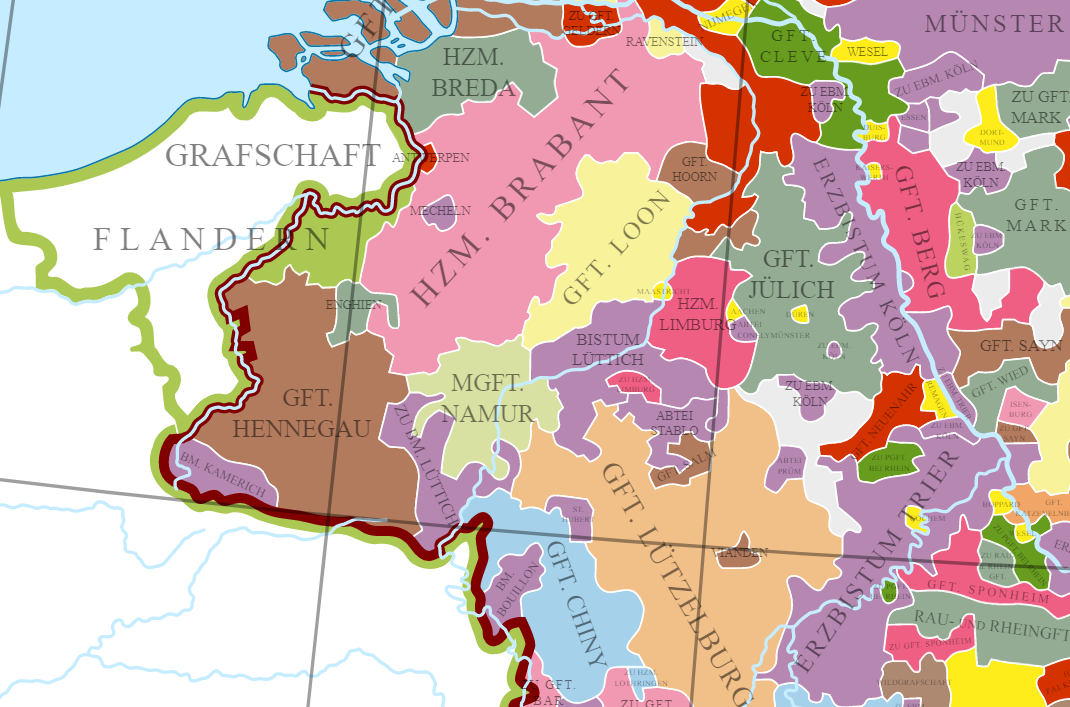
De feodale territoria omstreeks 1250: Loon is geel gekleurd, Horn bruin
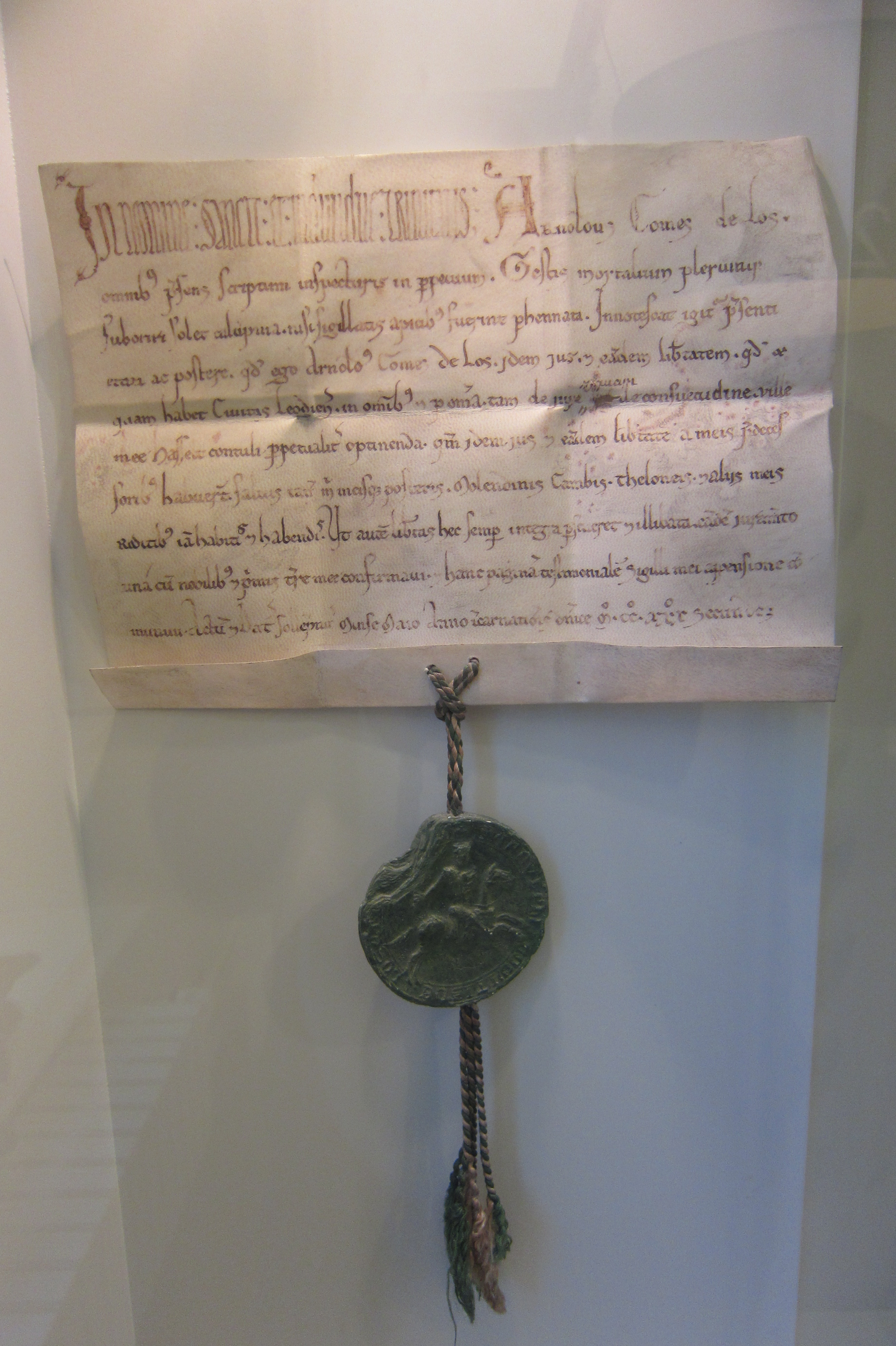
Oorkonde waarmee de graaf aan Hasselt het Luiks recht toekende (1232)
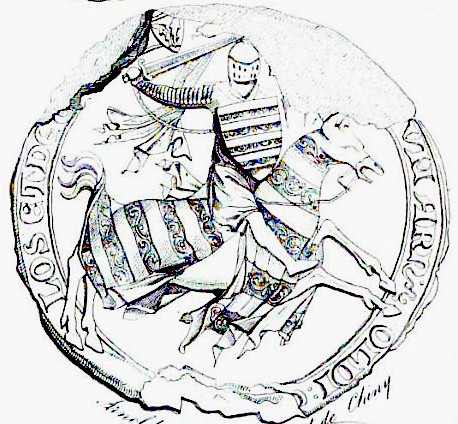
Zegel van Arnold IV van Loon
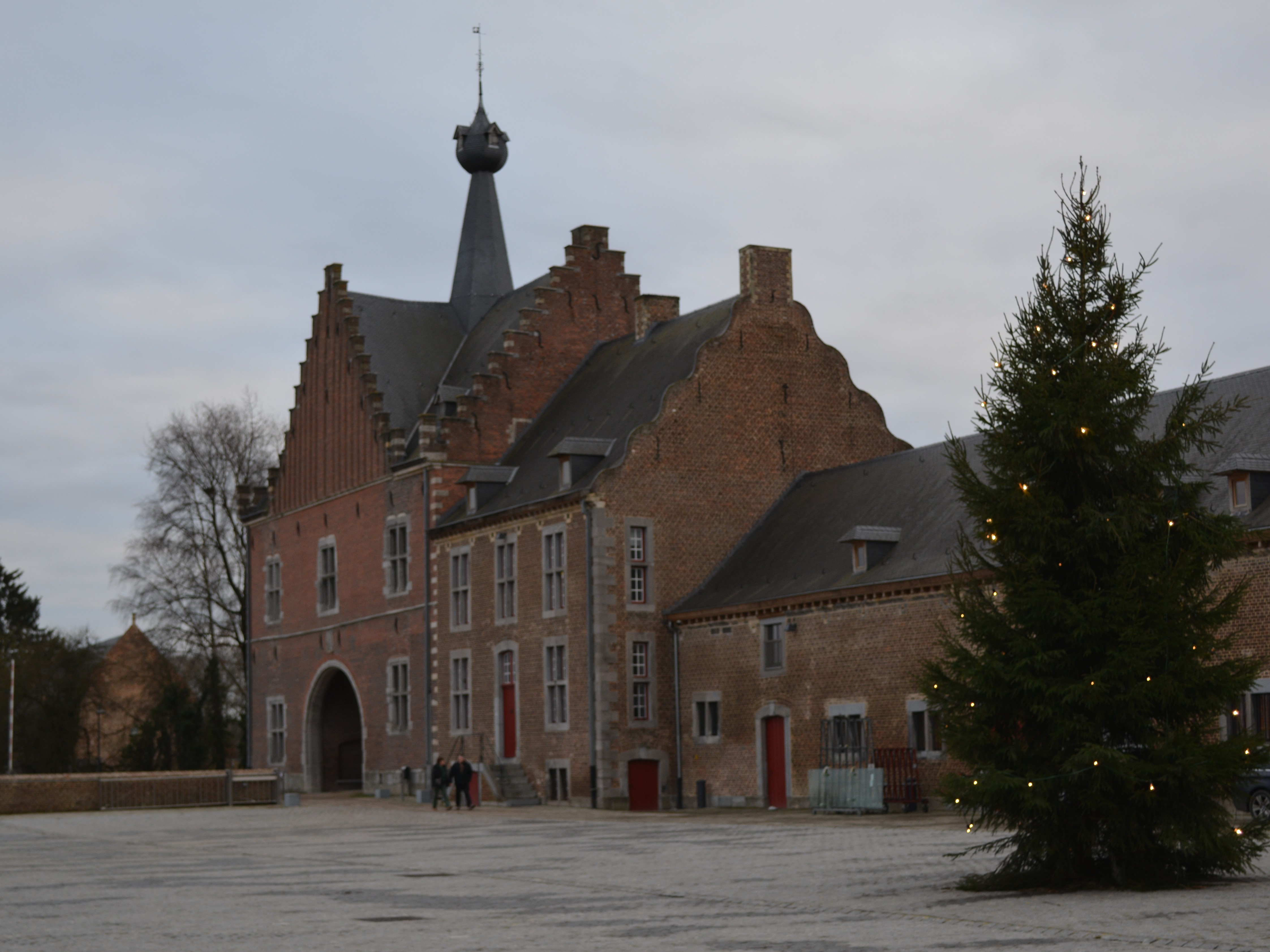
De abdij van Herkenrode, begraafplaats van de graven
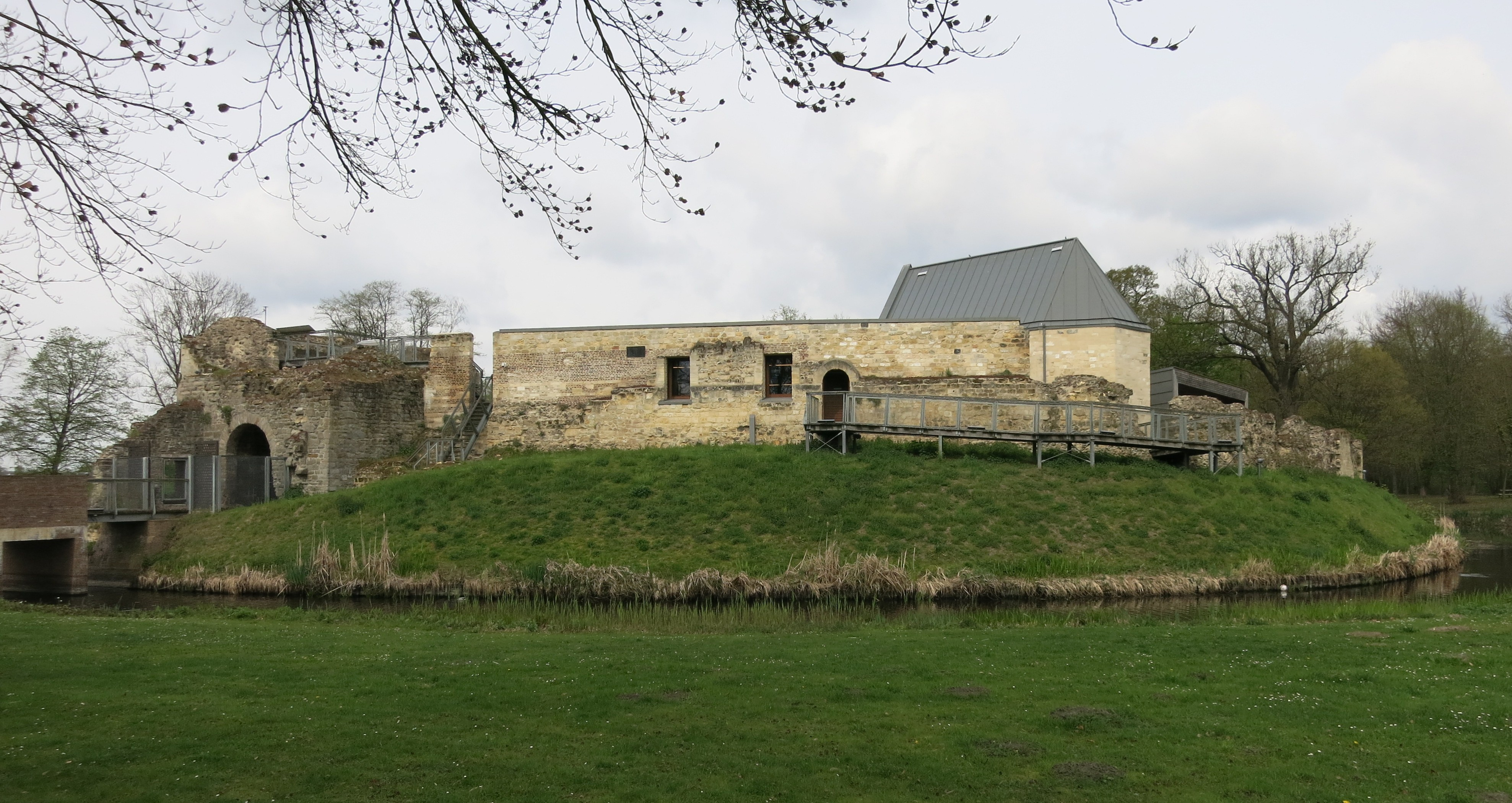
Het kasteel Pietersheim, een Loons onderleen
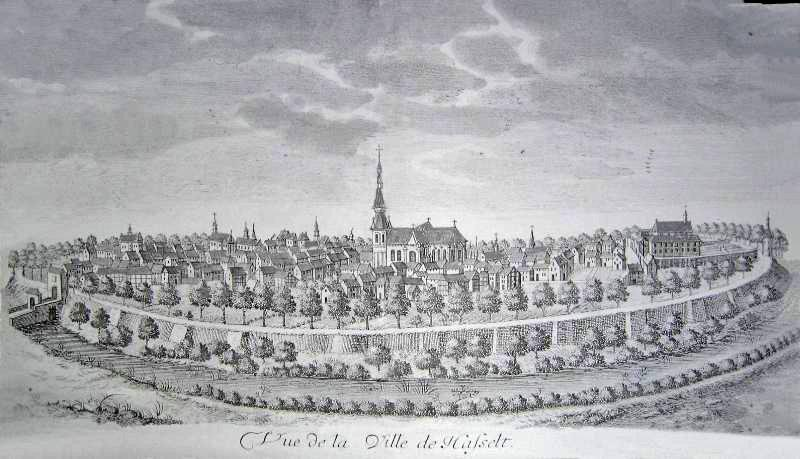
De hoofdstad Hasselt in 1740